# 小行星2001
小行星2001（2001 Einstein）是一颗位于小行星带的小行星，发现于1973年3月5日，属于匈牙利族小行星。
該小行星以德籍美国理论物理学家，諾貝爾物理學獎得主阿尔伯特·爱因斯坦命名。
亚瑟·查理斯·克拉克曾在他的小说《3001太空漫遊》的后记中提到，他希望第2001颗小行星能够以他的名字命名，但却使用了爱因斯坦的名字（克拉克的名字用於小行星4923）。而第3001颗小行星被命名为3001 Michelangelo（米开朗基罗）。